# Calciumnitraat
Calciumnitraat is het calciumzout van salpeterzuur en heeft als brutoformule Ca(NO3)2. De stof komt voor als een wit poeder dat zeer goed oplosbaar is in water.

## Synthese
Calciumnitraat wordt bereid door salpeterzuur met calciumcarbonaat te laten reageren:
{\displaystyle {\ce {CaCO3 + 2HNO3 -> Ca(NO3)2 + H2O + CO2}}}
Het calciumnitraat kristalliseert met vier moleculen kristalwater (Ca(NO3)2·4H2O), en is een kleurloos kristal.
Bij verwarming van calciumnitraat ontwijkt eerst het kristalwater, dan ontleedt het in calciumoxide, stikstofdioxide en zuurstof.

## Toepassingen
Calciumnitraat wordt gebruikt als kunstmest, voor de productie van explosieven en als corrosie-inhibitor in diesel.